# T. Prakasam

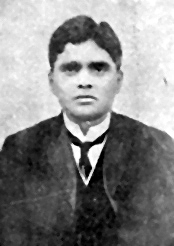
T. Prakasam as Barrister

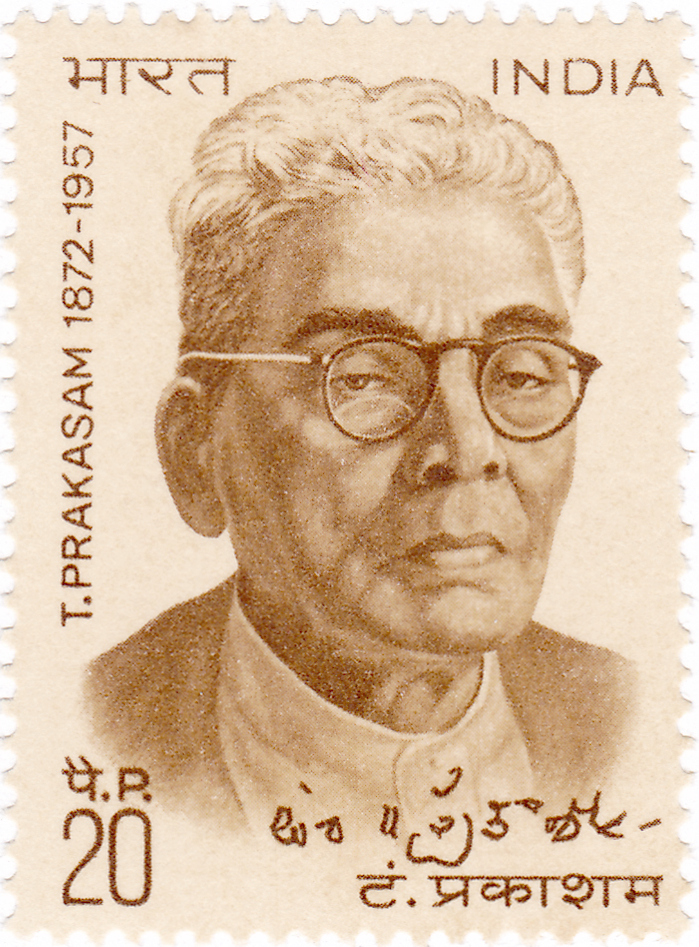
Indische Gedenkbriefmarke aus dem Jahr 1972

T. Prakasam (Tanguturi Prakasam; * 23. August 1872 in Kanuparthi, Präsidentschaft Madras, Britisch-Indien; † 20. Mai 1957 in Hyderabad, Andhra Pradesh) war ein indischer Politiker des Indischen Nationalkongresses (INC), der unter anderem zwischen 1953 und 1954 Chief Minister von Andhra war.

## Leben
Prakasam absolvierte ein Studium der Rechtswissenschaften und war als Rechtsanwalt und Journalist tätig. Am 30. April 1946 wurde der Wegbegleiter von Mohandas Gandhi Chief Minister der Präsidentschaft Madras und bekleidete dieses Amt bis zu seiner Ablösung durch O. P. Ramaswamy Reddiyar am 23. März 1947. Am 16./17. Mai 1951 gründete er gemeinsam mit Jivatram Kripalani, Prafulla Chandra Ghosh und Rafi Ahmed Kidwai in Patna die Kisan Mazdoor Praja Party. Nach deren Auflösung 1952 trat er der Praja Socialist Party bei, ehe er diese 1953 verließ und die Praja Party gründete.
Am 1. Oktober 1953 wurde Prakasam erster Chief Minister des Bundesstaates Andhra und bildete eine Koalition mit dem  Indischen Nationalkongresses (INC), dem er früher selbst angehörte. Er verblieb in dieser Funktion bis zum 14. November 1954, als der Bundesstaat am 15. November 1954 unter die direkte Regentschaft der Zentralregierung (President’s rule) gestellt wurde.
Anlässlich seines 100. Geburtstages wurde am 12. Mai 1972 der bisherige Distrikt Ongole in Distrikt Prakasam umbenannt. Für seine Aktivitäten gegen die britische Kolonialherrschaft erhielt er den ehrenden Beinamen Andhra Kesari (Telugu ఆంధ్రకేసరి, „Löwe von Andhra“).